# Cromer, New South Wales
Cromer este o suburbie în Sydney, Australia.